# Campeonato Mundial de Xadrez de 1907
O Campeonato Mundial de Xadrez de 1907 foi a 7ª edição do campeonato mundial sendo disputada entre o atual campeão Emanuel Lasker e o desafiante Frank Marshall. Lasker manteve o título após uma série de 15 jogos, com Marshall não vencendo um jogo sequer.

## Cenário Inicial
Após um período de quase 10 anos, no qual Lasker havia praticamente havia deixado o xadrez para seguir outros estudos, novamente um campeonato mundial estava arranjado. Em 1904 o próprio Marshall havia desafiado Lasker, entretanto não conseguiu levantar o prêmio de USD$2.000 exigido por Lasker para o confronto. Tarrasch e Maroczy também haviam desafiado Lasker, em 1904 e 1905 respectivamente, mas não conseguiram atender a todas as exigências do campeão.  Finalmente Lasker cedeu e aceitou o prêmio de USD$1.000 oferecido por Marshall e o confronto foi arranjado.

## A partida
Diferente das edições anteriores, nesta ocasião o primeiro a alcançar 8 vitórias seria declarado campeão. Os jogos foram disputados entre 26 de janeiro e 8 de abril de 1907. As partidas foram disputadas no EUA, nas cidades de Nova Iorque, Filadélfia, Washington, D.C., Baltimore, Chicago e Memphis. Lasker obteve uma boa vantagem nos primeiros 3 jogos, passando a jogar por empates. Já no final da série, o já desanimado Marshall não ofereceu resistência e foi fácilmente derrotado.

## Resultados
|                | 1 | 2 | 3 | 4 | 5 | 6 | 7 | 8 | 9 | 10 | 11 | 12 | 13 | 14 | 15 | Vitórias |
| -------------- | - | - | - | - | - | - | - | - | - | -- | -- | -- | -- | -- | -- | -------- |
| Frank Marshall | 0 | 0 | 0 | ½ | ½ | ½ | ½ | 0 | ½ | ½  | ½  | 0  | 0  | 0  | 0  | 3½       |
| Emanuel Lasker | 1 | 1 | 1 | ½ | ½ | ½ | ½ | 1 | ½ | ½  | ½  | 1  | 1  | 1  | 1  | 11½      |